# The Saturday Evening Post
The Saturday Evening Post, ook bekend als The Post, is een Amerikaans weekblad. De Post bestaat sinds de jaren 1820, wordt nog altijd zesmaal per jaar op papier uitgegeven en heeft tegenwoordig ook een website. In de aanzienlijke tijd dat het blad bestaat, hebben veel Amerikaanse grootheden voor het blad gewerkt. Zo startte F. Scott Fitzgerald zijn carrière bij het blad in 1919 en tekende Norman Rockwell meer dan driehonderd omslagen voor The Post tussen 1916 en 1962. Ook Ray Bradbury, Agatha Christie, William Faulkner, Edgar Allan Poe, J.D. Salinger en Kurt Vonnegut leverden bijdragen voor het blad.

## Geschiedenis
The Post werd in 1821 opgericht en werd geprint door de uitgeverij die al eerder een vergelijkbaar blad van Benjamin Franklin had uitgegeven. Het blad beschreef Amerika in de breedste zin van het woord, er werd door de journalisten niet op één onderwerp gefilterd en de onderwerpen liepen uiteen van etiquette tot landbouw. Ook relevant buitenlands nieuws werd bericht.
In 1897 werd het blad gekocht door Cyrus H.K. Curtis. Curtis had op dat moment ook Ladies' Home Journal in portefeuille. Dit blad was het meest populaire blad onder Amerikaanse vrouwen en George Horace Lorimer, sinds 1899 de nieuwe hoofdredacteur van The Post, moest alles op alles stellen om het blad een vergelijkbare positie te laten verwerven onder Amerikaanse mannen. Hij probeerde dit te bewerkstelligen door interessante interviews met grote namen uit die tijd. Zo liet hij Thomas Edison, Edward Teller en Albert Einstein in het blad over hun vakgebied vertellen. Lorimer begon ook met de kleurrijke omslagen en de samenwerking met Norman Rockwell die het blad zo kenmerkten. Daarnaast nam hij korte verhalen van onbekende schrijvers aan - naar verluidt las hij 500 000 woorden per week om de pareltjes te vinden - en ontdekte zo Sinclair Lewis en F. Scott Fitzgerald. Ook schrijvers die reeds bekend waren, zoals Rudyard Kipling en Gertrude Stein, wilden graag in het blad publiceren. Lorimer stopte als hoofdredacteur in 1936. Op dat moment werden er per publicatie zo'n 3 miljoen exemplaren verkocht.
Lorimer werd in eerste instantie opgevolgd door Wesley Stout die tot 1942 hoofdredacteur zou zijn. Ben Hibbs werd tussen 1942 en 1962 de derde hoofdredacteur en onder zijn leiding zou in 1960 een publicatiereikwijdte van meer dan 6,5 miljoen lezers bereikt worden. Na zijn aftreden en opvolging door William Emerson ging het echter al snel bergafwaarts met het blad, dat in 1969 twee jaar lang werd opgedoekt. Belangrijke factoren hierin waren de opkomst van de radio en de televisie, maar ook een reeks schandalen en matige medewerkers. Tegen de tijd dat het blad zijn deuren sloot, leed het zware verliezen en had het zichzelf diep in de schulden gestoken.
Beurt SerVaas nam Curtis Publishing, het moederbedrijf waarin Cyrus Curtis ook zijn andere bladen had ondergebracht, in 1970 over. SerVaas had vooral interesse in twee tijdschriften voor kinderen die ook onder Curtis Publishing vielen. Norman Rockwell vroeg hem echter op een zeker moment of hij The Post weer nieuw leven in wilde blazen. SerVaas reageerde hier een beetje lauw op, maar Rockwell zette hem voor het blok door op The Today Show te verkondigen dat de nieuwe eigenaar het blad nieuw leven in zou blazen. In 1971 begon Servaas opnieuw met het blad en runde het in eerste instantie zelf. Hij zou korte tijd later het stokje overdragen aan zijn echtgenote Cory SerVaas. De familie SerVaas heeft nog altijd een grote invloed op het blad; de huidige president van het blad is een dochter van het echtpaar SerVaas: Joan Servaas.

## Publiek
Door de relatief centristische houding van het blad sprak het in haar hoogtij tussen 1920 en 1960 vooral de middenklasse aan. Het blad wordt dan ook wel omschreven als één van de meest invloedrijke publicaties binnen deze klasse tussen die jaren. Ook mensen die geen abonnement hadden, waren zich bewust van het blad in deze tijd. Toch zou de voorzichtige houding van het blad ook zorgen dat Norman Rockwell in 1962 afscheid nam; hij vond dat het blad zich te afzijdig hield van de Afro-Amerikaanse burgerrechtenbeweging.